# Magnetoceptie
Magnetoreceptie of magnetoceptie is de mogelijkheid bij dieren om zich te oriënteren op het aardmagnetisch veld tijdens migratie of verplaatsingen in het algemeen. Uiteenlopende diersoorten zoals insecten, waaronder bijen en fruitvliegjes, migrerende vogels, waaronder duiven en roodborstjes, zeeschildpadden, amfibieën zoals salamanders en zoogdieren zoals vossen, tuimelaars en walvissen, maken gebruik van magnetoreceptie. Er zijn twee mechanismen van magnetoreceptie bekend. Een van de twee is gebaseerd op de aanwezigheid van magnetiet in zenuwcellen van duiven of in cellen van andere dieren. Het tweede is het radicale paar mechanisme (RPM) dat zich vormt in cryptochromen die zich in het netvlies van het oog bevinden. Dit mechanisme is afhankelijk van het licht en is voornamelijk in het roodborstje onderzocht.

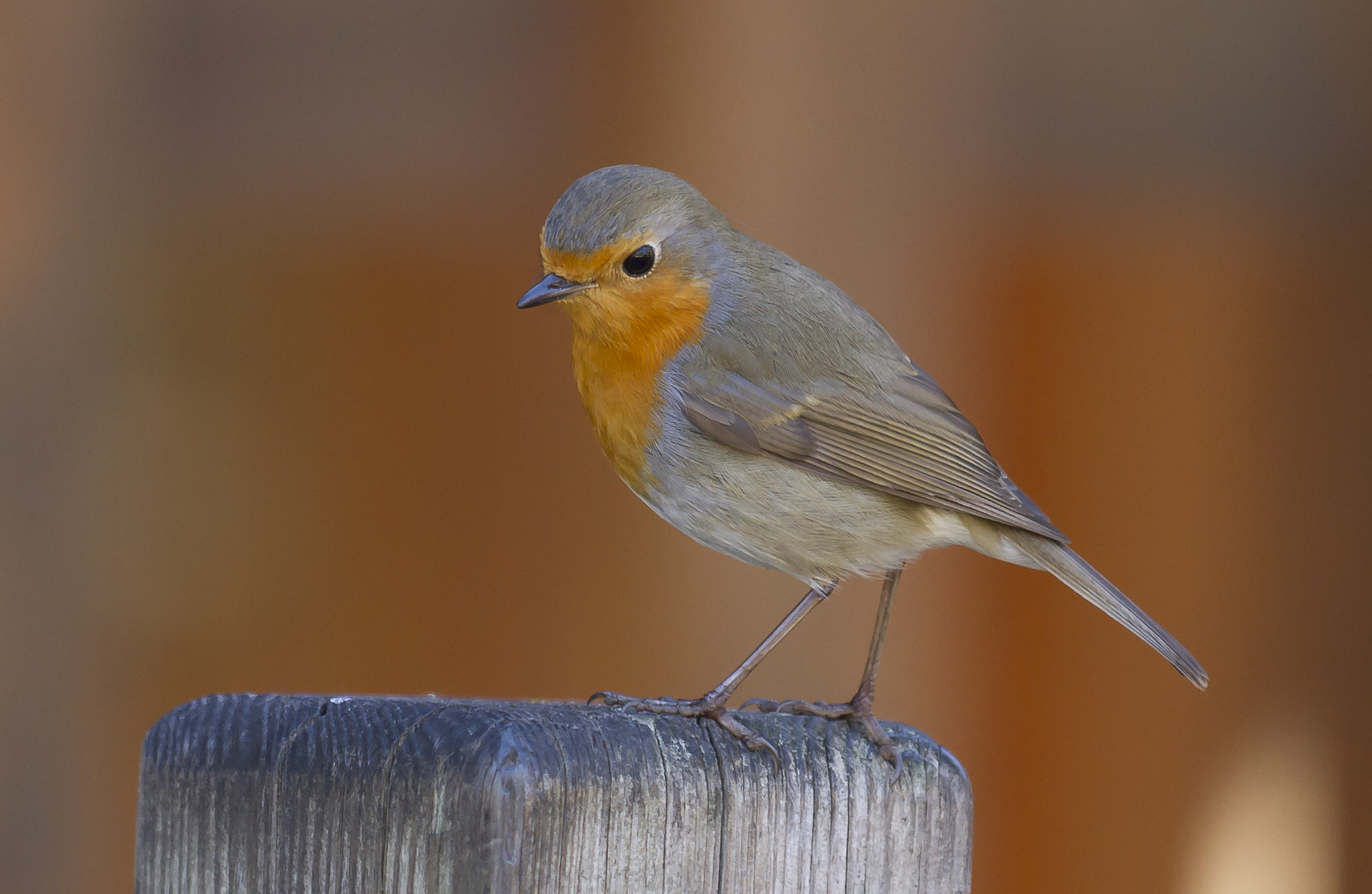
Roodborstje - foto van Pierre Selim

## Magnetiet
Magnetiet is een mineraal met magnetische eigenschappen dat in vele dieren aanwezig is waaronder weekdieren, in de zalm en langs de rand van de snavel van de duif. Ook bacteriën kunnen magnetiet bevatten in de vorm van kristallen Fe3O4 of van greigiet Fe3S4. Mensen hebben zenuwen met magnetiet in het zeefbeen, een bot van de schedelbasis. Kan de mens hiermee inderdaad het magneetveld van de aarde waarnemen? In 2001 bleek uit een onderzoek dat mensen met een magneet op het voorhoofd de weg minder goed konden terugvinden dan zonder een dergelijke stoorzender. Andere onderzoekers vonden echter deze resultaten niet.
Er wordt verwacht dat kristallen van magnetiet zich oriënteren op het Aardmagnetisch veld, maar de receptoren voor het doorgeven van dit signaal aan de zenuwcellen zijn nooit gevonden. Het mechanisme zou werken als bij een kompas, de cristallen oriënteren zich op de Noord-Zuid as van het magnetisch veld.
Worden trekvogels in een omgeving met weinig licht geplaatst, dan oriënteren ze zich op een "gefixeerde" manier op het Aardmagnetisch veld. Dit resultaat geeft aan dat het langs de bovenste rand van de snavel is, tegen de huid aan, dat zich de cellen met magnetiet bevinden. Deze hypothese is echter herzien nadat er aangetoond is dat de cellen op de snavel van de trekvogel die magnetiet bevatten, macrofagen zijn en geen magneetgevoelige zenuwcellen.

## Cryptochroom

### Algemeen

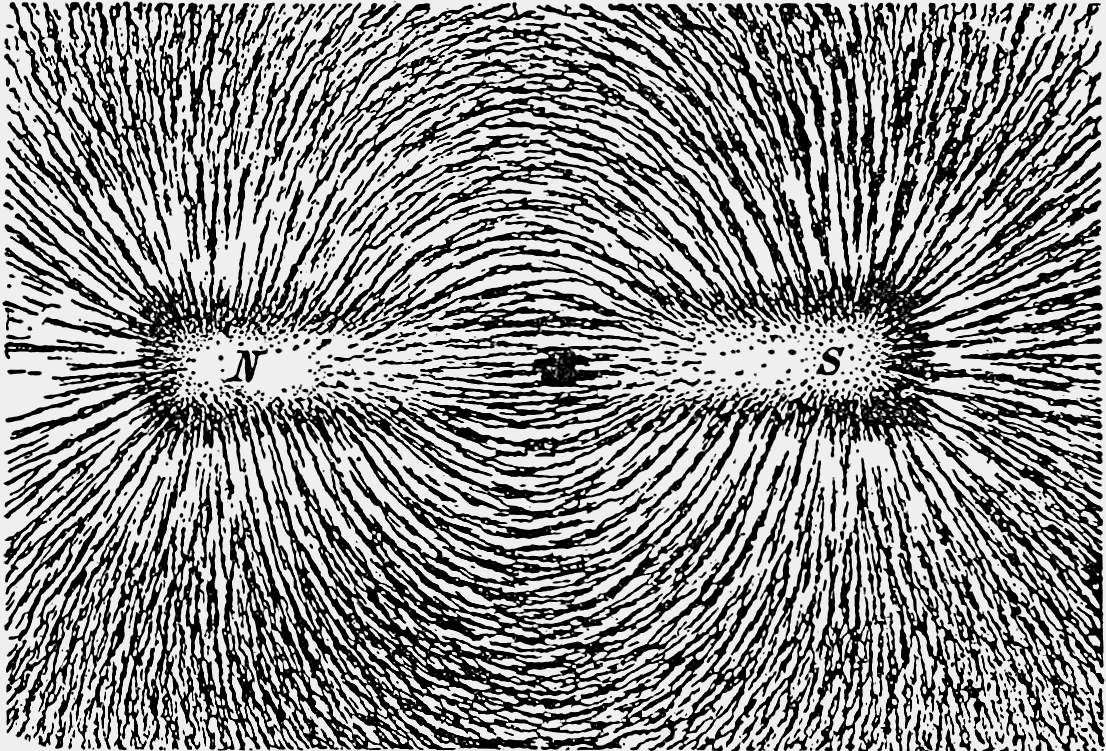
Het magnetische veld van een staafmagneet zichtbaar gemaakt met ijzervijlsel op papier. Op een staafmagneet wordt een vel papier gelegd en daarop wordt ijzervijlsel gestrooid. De naaldvormige vijlsels worden uitgelijnd met hun lange as evenwijdig aan het magnetische veld. Ze klonteren samen in lange strengen, die de richting van de magnetische veldlijnen op elk punt aangeven.

Magnetoreceptie door het radicale-paar mechanisme werd reeds in 1978 als hypothese voorgesteld door Schulten. De auteurs veronderstelden dat het mechanisme van deze magneetreceptoren overeenkomsten zou kunnen vertonen met wat men al wist van fotosynthese. De daarop volgende onderzoeken bevestigden deze hypothese. De magnetoreceptie door het radicale-paar mechanisme is afhankelijk van het licht. In het netvlies van het oog van trekvogels zijn bepaalde eiwitten gevonden, de cryptochromen die goede kandidaten vormen voor het mechansime aangezien deze eiwitten de enige zijn die vrije radicale kunnen voortbrengen zodra ze geëxciteerd worden door een invallend foton. De naam is afgeleid van Cryptogamen, een groep planten zoals varens, mossen en lichenen waarbij de cryptochromen ontdekt zijn. Ook planten bezitten dus cryptochromen. Onder invloed van blauw licht, stimuleren deze de groei in de zandraket. Vervolgens zijn er bij veel soorten dieren cryptochromen in het oog gevonden. In het fruitvliegje zou dit eiwit zowel in magnetoreceptie als in het regelen van het circadiaan ritme een rol kunnen spelen. In zoogdieren zoals de muis en de mens, hebben cryptochromen uitsluitend de rol van regelaars van het circadiaan ritme. Bij de monarchvlinder is het gehele magnetische kompas ingebouwd in een lichtgevoelige antenne.

### Mechanisme
Magnetoreceptie door radicale-paar mechanisme is afhankelijk van licht. Het mechanisme vindt plaats in het netvlies van het oog van de gewervelde dieren. In het netvlies, ingesloten tussen de membranen van de fotoreceptoren of lichtgevoelige cellen, bevinden zich de cryptochromen, die tot de groep flavoproteïnen behoren. Het cryptochroom 4 (CRY 4) is bijzonder interessant in deze context aangezien het het enige cryptochroom is dat zich in de ogen van gewervelde dieren bevindt die navigeren met dit soort 'kompas'. De flavoproteïnen bezitten elektronenacceptors of oxidators zoals het Flavina-adenina-dinucleotide (FAD) die verantwoordelijk zijn voor de redoxreacties. FAD ligt diep in het cryptochroom dat enkele aminozuren Tryptofaan (Trp) bevat die belangrijk zijn voor de elektronenoverdracht. Wanneer het cryptochroom door een foton geraakt wordt, springt een elektron van FAD naar de eenheden Tryptofaan die de acceptors zijn. Daarbij worden twee vrije radicalen gevormd die bijzonder reactief zijn. De elektronen van dit radicale paar zijn verstrengeld in hun spin, maar op een zekere afstand van elkaar. De elektronen van dit radicale paar schommelen tussen de toestand van singlet en triplet, waarbij ze respectievelijk of een parallelle spin ofwel een tegenovergestelde spin hebben waarop de twee radicalen een chemisch product vormen. Het product is afhankelijk van of er zich een singlet of een triplet voordeed en dat hangt weer af van het Aardmagnetisch veld. Het chemisch product van deze reactie zou een neurotransmitter kunnen zijn, maar dit is nooit aangetoond. Daarmee is de hypothese ontstaan dat de vogel het Aardmagnetisch veld kan zien. Het betreft hier dus niet een kompas gevoelig voor Noord-Zuid zoals in het geval van magnetiet, maar een kompas gevoelig voor 'inclinatie' waarmee het roodborstje of een andere vogel zich kan oriënteren ten opzichte van het Aardmagnetisch veld. Dit veld neemt toe in intensiteit naar de magnetische polen toe. Ook de afbuiging, de inclinatie van het magnetisch veld ten opzichte van het Aardoppervlak, neemt toe naar de polen en is vrijwel nul op de magnetische evenaar. De vogel neemt deze inclinatie en intensiteit waar wat hem toestaat zijn positie te bepalen zowel voor wat betreft de breedtegraad als de lengtegraad ten opzichte van een vertrekpunt. Dit is aangetoond met verschillende trekvogels, waaronder de karekiet.
Magnetoreceptie door middel van het radicale-paar mechanisme, waarbij de elektronen van het paar radicalen verstrengeld zijn, is een kwantummechanisch proces en behoort daarmee tot de kwantumbiologie.